# Втора англо-бурска война
Втората англо-бурска война (на английски: Second Boer War; на нидерландски: Tweede Boerenoorlog; на африкаанс: Tweede Vryheidsoorlog или Tweede Boereoorlog) се води от 11 октомври 1899 до 31 май 1902 г. между Британската империя и говорещите езика африкаанс холандски заселници на две независими бурски републики, Южноафриканската република (Трансваалска република) и Оранжевата свободна държава. Тя завършва с анексирането на двете републики от Британската империя, които в крайна сметка влизат в състава на Южноафриканския съюз, станал доминион на империята през 1910 г.
Конфликтът е известен като Бурската война (на английски: The Boer War), но също е известен като Южноафриканска война (на английски: South African War) извън Южна Африка, Англо-бурската война (на английски: Anglo-Boer War) сред повечето южноафриканци, а на африкаанс като Anglo-Boereoorlog или Tweede Vryheidsoorlog (Втора война за свобода) или Engelse oorlog (Английската война).

## Причини
Войната е резултат от повече от век конфликти между бурите и Британската империя, но от особен интерес е въпросът коя страна ще контролира и ще се облагодетелства най-много от доходоносните златни мини във Витвотарсранд. През 1806 г., по време на Наполеоновите войни, британска военна експедиция дебаркира в Капската колония и побеждава отбраняващите холандски сили в битката при Блаувберг. През 1814 г. британците формално придобиват колонията и насърчават имиграцията на британски заселници, които в голямата си част са в неразбирателство с холандските заселници. Много бури не са доволни британската администрация, особено от премахването на робството във Великобритания на 1 декември 1834 г. и избират да избегнат британското управление чрез миграция, станала  известна като Големият трек.
Преселниците първоначално следват източния бряг към Натал и след това, след като Великобритания анексира колонията Натал през 1843 г., поемат на север към вътрешността. Там те основават две независими бурски републики: Южноафриканската република (1852; също известна като Трансваалска република) и Оранжевата свободна държава (1854). Британците признават двете бурски републики през 1852 и 1854 г., но британският опит за анексиране на Трансваал през 1877 г. води до Първата англо-бурска война през 1880 – 81 г. След като британците са победени, особено в битката при Маджуба Хил през 1881 г., независимостта на двете републики е възстановена при известни условия. Отношенията обаче остават неспокойни.
През 1866 г. Еразмус Якобс открива диаманти в Кимбърли, което предизвиква диамантена треска, масирано прииждане на чужденци на границите на Оранжевата свободна държава. След това през 1886 г. австралиец открива злато в региона Витвотарсранд на Южноафриканската република. Златото прави Трансваал най-богатата и потенциално най-силната нация в Южна Африка. На страната обаче липсват и човешки ресурси, и индустриална база, за да развие ресурса сама. В резултат на това Трансваал неохотно се съгласява на имиграция на uitlanders (чужденци), основно от Великобритания, които идват в бурската област в търсене на работа и богатство. Броят на уитландери потенциално надвишава броят бури и това води до конфронтации между по-рано пристигналите бурски заселници и по-новите небурски имигранти.
Британските експанзионистични идеи (разпространявани особено от Сесил Роудс), както и диспути относно политическите и икономически права на уитландерите водят до провалилия се набег на Джеймсън през 1895 г. Д-р Леандър Стар Джеймсън, който води набега, възнамерява да насърчи въстание на уитландери в Йоханесбург. Те обаче не вземат оръжие в подкрепа и трансваалското правителство обкръжава колоната и пленява мъжете на Джеймсън преди те да могат да достигнат Йоханесбург.
С ескалирането на напрежението, политическите маньоври и преговори се опитват да постигнат компромис по въпросите за правата на уитландерите в Южноафриканската република, контрол над златната минна индустрия и британското желание да инкорпорира Трансваал и Оранжевата свободна държава във федерация под британски контрол. Поради британския произход на мнозинството уитландери и прииждането на още в Йоханесбург, бурите осъзнават, че даването на пълни права за гласуване на уитландерите в крайна сметка ще доведе до загубата на бурския контрол върху Южноафриканската република.
За задоволство на лорд Алфред Милнър, британски върховен комисар за Южна Африка, преговорите през юни 1899 г. в Блумфонтейн се провалят и през септември 1899 г. британският министър за колониите Джоузеф Чембърлейн изисква пълни права за гласуване и представителство за уитландерите в Трансваал. Паул Крюгер, президентът на Южноафриканската република, отправя ултиматум на 9 октомври 1899 г., давайки на британското правителство 48 часа да изтегли всичките си войски от границите на Трансваал и Оранжевата република, в противен случай Трансваал в съюз с Оранжевата република ще обявят война на Британската империя. Британското правителство отхвърля южноафриканския ултиматум и двете бурски републики обявяват война на Великобритания на 11 октомври 1899 г.
Войната има три отчетливи фази. В първата фаза бурите отправят превантивни удари срещу британска територия в Натал и Капската колония, обсаждайки британски гарнизони в Лейдисмит, Мафекинг и Кимбърли. Бурите след това спечелват поредица от тактически победи при Коленсо, Магерсфонтейн и Спионкоп срещу провалила се британска контраофанзива в подкрепа на обсадените.
Във втората фаза, след въвеждането на силно увеличени британски войски под командването на лорд Робъртс, британците предприемат друга офанзива за вдигане на обсадите през 1900 г., този път с успех. След подсигуряването на Натал и Капската колония британците успяват да нахлуят в Трансваал и столицата на републиката Претория е превзета през юни 1900 г.
В третата и последна фаза, започвайки през март 1900 г., бурите предприемат продължителна оспорвана партизанска война срещу британските сили, продължила още две години, по време на която бурите извършват набези срещу цели като британски войскови колони, телеграфни постове, железници и депа за припаси. В усилие да се отрежат припасите на партизаните, британците под водачеството на лорд Кичънър, отговарят с тактика на опожарената земя, унищожавайки бурски ферми и интернирайки цивилни в концентрационни лагери.
Части от британската преса и британското правителство очакват кампанията да завърши за месеци и проточилата се война постепенно губи популярност, особено след разкритие на условията в концентрационните лагери (където 26 000 жени и деца бури умират от болести и глад). Бурските сили накрая се предават на 31 май 1902 г., с гласували 54 от 60 делегати от Трансваал и Оранжевата република за приемане на условията на мирния договор. Според договора от Вереенигинг двете републики са анексирани от Британската империя с обещание за самоуправление в бъдеще. Това обещание е изпълнено със създаването на Южноафриканския съюз през 1910 г.
Войната има траен ефект върху региона и върху британската вътрешна политика. За Великобритания Втората бурска война е най-дългият, най-скъп (£200 милиона) и най-кървав конфликт между 1815 и 1914 г., продължавайки три месеца повече и водейки до повече жертви от Кримската война (1853 – 56) (въпреки че повече войници умират от болести в Кримската война).

## Предистория
Южната част на африканския континент е доминирана през 19 век от поредица борби за създаване на единна държава. Берлинската конференция от 1884 – 5 начертава граници между африканските владения на европейските сили, но също така задава предпоставки за по-нататъшни борби. Британците се опитват да анексират първо Южноафриканската република през 1880 г., а след това и Южноафриканската република и Оранжевата република през 1899 г. През 1868 г. британците анексират Басутоленд в планините Дракенсберг след апел от Мошеш, лидерът на смесена група африкански бежанци от зулуските войни, които търсят британска защита от бурите.
През 1880-те години, Бечуаленд (съвременна Ботсвана, разположена северно от Оранжевата река) става обект на диспут между германците на запад, бурите на изток и британската Капска колония на юг. Въпреки че Бечуаленд няма икономическа стойност, „Мисионерският път“ минава през нея към територията на север. След като германците анексират Дамараленд и Намакуаленд (съвременна Намибия) през 1884 г., британците анексират Бечуаленд през 1885 г.
В Първата англо-бурска война през 1880 – 81 г. бурите от Трансваалската република се оказват умели бойци в съпротивата си срещу британският опит за анексиране, причинявайки поредица британски поражения. Британското правителство на Уилям Гладстон не желае да се въвлича в далечна война, изискваща значителни подкрепления и разходи за считаната за малка възвръщаемост по онова време. Следва примирие, което прекратява войната и след това е подписан мирен договор с трансваалския президент Паул Крюгер.
Когато през 1886 г. е открито голямо златно поле на оголена скала на голям хребет 60 км южно от бурската столица Претория, обаче, то разпалва отново британските имперски интереси. Хребетът, известен местно като Витватерсранд (буквално „хребет на бялата вода“ – вододел) съдържа най-големите в света залежи на златоносна руда. Макар да не е толкова богат като златни находки в Канада и Австралия, неговата консистенция го прави особено подходящ за индустриални минни методи. Последвалата откритието „златна треска“ води хиляди британски и други златотърсачи и заселници от целия свят и от Капската колония (под британски контрол от 1806 г.).
Град Йоханесбург бързо се разраства с колиби на уитландерите („чужденци“, бели, които не са бури), които се стичат и заселват около мините. Напливът е такъв, че уитландерите бързо надвишават броя на бурите в Йоханесбург и по Ранд, въпреки че остават малцинство в Трансваал като цяло. Бурите, нервни и изпълнени с негодувание към растящото присъствие на уитландерите, се опитват да ограничат влиянието им като изискват дълги периоди на жителство преди да може да се придобият права за гласуване, облагайки с данъци златната индустрия и въвеждане на контрол чрез лицензиране, тарифи и административни изисквания. Сред въпросите, създаващи напрежение между трансваалското правителство от една страна и уитландерите и британските интереси от друга, са:
1. Установените уитландери, включително минни магнати, искат политически, социален и икономически контрол над животите си. Тези права включват стабилна конституция, справедлив франчайз закон, независими съдилища и по-добра образователна система. Бурите от своя страна осъзнават, че колкото повече отстъпки правят на уитландерите, толкова по-голяма е вероятността – с около 30 000 бели мъже бури и потенциално 60 000 бели мъже уитландери – техният независим контрол над Трансваал да бъде изгубен и територията да бъде анексирана от Британската империя.
2. уитландерите негодуват срещу данъците, с които ги облага трансваалското правителство, особено когато парите не се харчат за Йоханесбург или уитландерски интереси, а се пренасочват към проекти другаде в Трансваал. Например, с отдалечаването на златоносната руда от оголената скала на юг е необходимо повече взривяване за екстракция и мините изразходват огромни количества експлозиви. Кутия динамит, струваща пет лири включва пет шилинга данък. Британските интереси са засегнати и от даването на монопол за производството на експлозиви от президента Паул Крюгер на небритански клон на компанията Нобел, което разгневява британците.[8] Така нареченият „динамитен монопол“ се превръща в значителен претекст за война.
3. Британските имперски интереси са разтревожени, когато през 1894 – 95 Крюгер предлага построяването на железопътна линия през Португалска източна Африка до Делагоа Бей, подминавайки британските пристанища в Натал и Кейптаун и избягвайки британските мита.[9] По онова врем президент на Капската колония е Сесил Роудс, човек, движен от виждане за контролирана от британците Африка от Кейптаун до Кайро.

Някои самоназначени уитландерски представители и британски собственици на мини стават все по-разгневени и фрустрирани от отношенията си с трансваалското правителство и формират Реформен комитет, който да ги представлява.

### Набег на Джеймсън
През 1895 г. е скроен план със съучастието на капския министър-председател Сесил Роудс и йоханесбургския златен магнат Алфред Бейт да се превземе Йоханесбург и да се прекрати контрола на трансваалското правителство. Колона от 600 въоръжени мъже (съставена главно от полицаи от Родезия и Бечуаленд) е поведена от д-р Леандър Джеймсън (администраторът в Родезия на Британската южноафриканска компания, чиито председател е Сесил Роудс) през границата от Бечуаленд към Йоханесбург. Колоната е оборудвана с картечници „Максим“ и няколко оръдия. Планът е да се направи тридневен устремен преход към Йоханесбург преди бурските командоси да могат да се мобилизират и щом пристигне там да предизвика въстание от предимно сред предимно британските уитландери, организирано от Реформения комитет. Трансваалските власти обаче получават предупреждение за набега и го следят от момента на пресичане на границата. Четири дни по-късно уморената и обезсърчена колона е обкръжена близо до Крюгерсдорп в полезрението на Йоханесбург. След кратка схватка, в която колоната губи 65 убити и ранени, докато бурите губят само един, мъжете на Джеймсън се предават и са арестувани от бурите.
Проваленият набег има отзвуци из цяла Южна Африка и Европа. В Родезия заминаването на толкова полицаи позволява на племената матабеле и машона да въстанат срещу компанията и бунтът, известен като Втора англо-матабеле война е потушен на висока цена.
Няколко дни след набега германският кайзер Вилхелм II изпраща телеграма („Телеграма до Крюгер“), в която поздравява президента Крюгер и правителството Южноафриканската република с техния успех. Когато текстът на телеграмата е разкрит в британската преса, тя генерира буря от антигермански чувства. В багажа на колоната, за голямо смущение на британците, бурите откриват телеграми от Сесил Роудс и други заговорници в Йоханесбург. Джоузеф Чембърлейн, британският колониален министър, бързо осъжда набега, въпреки че преди това е одобрил плановете на Роудс за изпращане на въоръжена помощ в случай на въстание в Йоханесбург. Впоследствие Роудс е сурово порицан в капското разследване и в лондонското парламентарно разследване и е принуден да подаде оставка като министър-председател на Капската колония и председател на Компанията за това, че е подкрепил провалилия се опит за държавен преврат.
Бурското правителство предава техните затворници от набега на британците за съдене. Д-р Джеймсън е съден в Англия за водене на набега. Британската преса и лондонското общество обаче, разпалени от антибурски и антигермански чувства в джингоитска истерия, третират д-р Джеймсън като знаменитост и герой. Въпреки че е осъден на 15 месеца затвор (които излежава в затвора Холоуей), Джеймсън по-късно е награден като е назначен за министър-председател на Капската колония (1904 – 08) и в крайна сметка е помазан като един от основателите на Южноафриканския съюз. За съзаклятие с Джеймсън уитландерите членове на Реформния комитет са съдени в Трансваалски съдилища и са намерени виновни за държавна измяна. Четиримата лидери са осъдени на смърт чрез обесване, но тази присъда е заменена с 15 години затвор и през юни 1896 другите членове на комитета са освободени с глоба от £2,000 за всеки, които са платени от Сесил Роудс. Един член на комитета, Фредрик Грей, се самоубива в затвора в Претория на 16 май, и смъртта му става фактор за смекчаване на отношението на трансваалското правителсто към останалите затворници.
Ян Смьотс пише през 1906, „Набегът на Джеймсън бе истинското обявяване на война... И това е така въпреки четирите години на примирие, които последват... агресорите консолидират своя съюза... защитниците от своя страна тихо и мрачно се подготвят за неизбежното.“

### Ескалация и война
Набегът на Джеймсън очуждава много бури от Капската колония от британците и обединява трансваалските бури за президента Крюгер и неговото правителство. Той също води до съюзяване на Трансваал с Оранжевата свободна държава (водена от президента Мартинус Стейн) против Британската империя. През 1897 е сключен военен пакт между двете републики. Президентът Паул Крюгер преоборудва трансваалската армия и внася 37 000 от последните пушки „Маузер“ и 40 – 50 милиона патрона. Купена е и най-добрата съвременна европейска артилерия.
Победата на президента Крюгер в набега на Джеймсън не решава основни проблем: невъзможната дилема продължава, как да се направят отстъпки на уитландерите без да се предава независимостта на Трансваал. До октомври 1899 г. Трансваалската държавна артилерия има 73 оръдия, от които 59 са нови, включително четири френски 155-mm оръдия „Крезо“ и 25 37-mm оръдия „Максим Норденфелд“. Трансваалската армия е трансформирана -- приблизително 25 000 мъже, снаряжени с модерни пушки и артилерия, могат да бъдат мобилизирани за две седмици.
Провалът да се спечелят увеличени права за уитландерите стават претекст за война и оправдание за голямо военно струпване в Капската колония. Основанието за война се развива и прегръща чак в австралийските колонии. Няколко ключови британски колониални лидери са за анексиране на независимите бурски републики. Тези фигури включват губернатора на Капската колония сър Алфред Милнър, капския министър-председател Сесил Роудс, колониалният министър на Великобритания Джоузеф Чембърлейн и собственици на минни синдикати или рандлордове като Алфред Бейт, Барни Барнато и Лайънъл Филипс. Уверени, че бурите бързо ще бъдат победени, те планират и организират кратка война, посочвайки недоволството на уитландерите като мотивация за конфликта.
Влиянието им в британското правителство, обаче, е ограничено. Министър-председателят лорд Солсбъри презира джингоизма и джингоистите. Той също няма доверие на способностите на британската армия. Въпреки това, той повежда Великобритания на война, защото вярва, че британското правителство има задължение към британските южноафриканци.
Поради тази предпазливост сред ключови членове на британското правителство и армията е трудно да се разбере защо то не изпраща значителни подкрепления в Южна Африка преди избухването на войната, както съветват генералите му (като Улсли). Един силен аргумент е, че военният министър Лансдаун не вярва, че бурите се готвят за война и също вярва, че ако Великобритания изпрати голям брой войски, това ще изглежда като възприемане на твърде агресивна поза и може да попречи на постигането на споразумение или дори да окуражи бурско нападение.
Президентът на Оранжевата свободна държава Стейн кани Милнър и Крюгер да присъстват на конференция в Блумфонтейн. Конференцията започва на 30 май 1899 г., но преговорите бързо се провалят, въпреки предложението за отстъпки от страна на Крюгер. През септември 1899 г. Чембърлейн изпраща ултиматум, изискващ пълно равенство за британски граждани, живеещи в Трансваал. Крюгер, виждайки, че войната е неизбежна, същевременно издава собствен ултиматум преди да получи ултиматума от Чембърлейн. Той дава на британците 48 часа да изтеглят войските си от границата на Трансваал, в противен случай Трансваал, в съюз с Оранжевата свободна държава, ще обяви война.
Новини за ултиматума достигат Лондон в деня на неговото изтичане. Главните отговори са гняв и смях. Вестник Таймс отхвърля ултиматума като „екстравагантен фарс“. Повечето редакторски статии са подобни на статията на Дейли Телеграф, която заявява: „Разбира се, може да има само един отговор на това гротесково предизвикателство. Крюгер иска война и война трябва да получи!“
Такива възгледи са отдалечени от възгледите на британското правителство и на армията. За най-разумните наблюдатели реформата на армията е била въпрос от неотложна необходимост от 1870-те години, постоянно отлагана, защото британското общество не желае по-голяма, по-професионална армия, и защото голяма вътрешна армия не се приема добре от политиците. Министър-председателят лорд Солсбъри тогава трябва да обясни на кралица Виктория, че: „Ние нямаме армия, способна да се изправи дори срещу второкласна континентална сила“.

## Първа фаза: Бурската офанзива (октомври – декември 1899 г.)
Войната е обявена на 11 октомври 1899 г. с бурска офанзива в окупираните от британците Натал и Капската колония. Бурите нямат редовна наборна или наемна армия, с изключение на Staatsartillerie (държавна артилерия) на двете републики. По опита на Първата бурска война, отбраната на страната се възлага на местното опълчение, което воюва без да носи униформи, а е облечено във всекидневното си тъмносиво, светлосиво или сивокафяво облекло. Само членовете на Staatsartillerie носят светлозелени униформи.
В случай на мобилизация, всички бюргери (пълнолетни лица от мъжки пол) в един окръг формират отряд, наречен commando (от там бойците в него се наричат „командоси“). Командосите си изберат офицерите. Един от избраните, наречен Veldkornet, поддържа поименен списък, но няма дисциплинарни права. Всеки призован се явява в отряда на собствен кон и със собственото си огнестрелно оръжие, обикновено ловджийска пушка. През Втората Англо-бурска война двете републикански правителства слагат край на тази импровизация като въоръжават командосите със съвременно бойно оръжие на германската фирма „Маузер“: магазинни пушки (7-мм, обр. 1895 г.) и пистолети С-96. Президентите на Трансваал и Оранжевата свободна държава подписват декрети да се свикат под знамената между 30,000 – 40,000 мъже.
Освен това в Трансваал и Оранжевата свобода държава се стичат близо 2600 доброволци предимно от Европа, за да се включат в състава на бурското опълчение. Те формират отряди по националности: руски, френски и др. Сред тях са общо седем българи, вкл. офицерите от запаса поручик Антон Славов Бузуков, подпоручик Григор Цветков (по специалност той е сапьор) и банковият чиновник Стефан Коларов. Българите воюват предимно в състава на френския отряд.
Военнополитическото ръководство на двете републики приемат, че войната ще бъде лесно спечелена, както Първата бурска война. Мнозина, включително и генералите, също имат чувството, че тяхната кауза е свещена и благословена от Бог.
Бурите прилагат нови тактически похвати на воюване, които доразвиват по опита на Първата бурска война. Командосите са опитни ездачи и ловци с блестяща стрелкова подготовка. Всъщност те са елитна пехота, поставена на коне (т.е. кавалерия драгунски тип). Те използват прикрития, от които водят унищожителен огън, използвайки  магазинни пушки „Маузер“, стрелящи с унитарни патрони с бездимен барут. Освен това, подготвяйки се за войната, двете републики закупуват голямокалибрени полеви гаубици „Круп“, всички теглени от коне и разпределени сред отрядите на командосите. Отделно за Staatsartillerie са доставени обсадни оръдия Long Tom на фирмата Le Creusot. Маневреното използване на артилерията, високото стрелково майсторство и уменията на бурите за маскировка в местността характерезират бурите като противник с разностранни възможности. Отделно следва да се отбележи, че Трансваал има разузнавателна служба, която действа в Южна Африка и чиито обхват и ефективност остават добре скрити за британците.
Бурите нанасят удар първо на 12 октомври при Краайпан. Нападение, с което се поставя началото на нахлуването в Капската колония и колонията Натал от октомври 1899 до януари 1900 г. Благодарения на постигнатата внезапност бурите бързо настъпват към големия британски гарнизон в Лейдисмит и по-малките в Мафекинг и Кимбърли. Така са постигнати първите военни успехи срещу разпръснатите британски сили.
Сър Джордж Уайт, командир на британската дивизия в Лейдисмит, неразумно позволява на генерал-майор Пен Симънс да насочи своята бригада към миньорския град Дънди, който е обкръжен от хълмове. Той става мястото на първото мащабно бойно стълкновение във войната, известно като сражението при Талана Хил. Бурските оръдия започват да обстрелват британския лагер от връх Талана Хил призори на 20 октомври. Генерал Симънс незабавно контраатакува. Неговата пехота отхвърля бурите от хълма, но на цената на 446 британски жертви. В хода на контраатаката загива и генералът.
Друга бурска част окупира Еландслаагте, който се намира между Лейдисмит и Дънди. Британците под командването на генерал-майор Джон Френч и полковник Йън Хамилтън, нападат, за да изчистят комуникационната линия към Дънди. Последвалата битка при Еландслаагте е ясна британска тактическа победа, но сър Джордж Уайт се страхува, че повече бури е нападнат основната му позиция и заповядва хаотично отстъпление от Еландслаагте, изхвърляйки спечеленото преимущество. Отделението от Дънди е принудено да направи изтощително отстъпление през пресечена местност, за да се присъедини към основната част на Уайт.
Докато бурите обграждат Лейдисмит и откриват огън срещу града с обсадни оръдия Уайт заповядва голям набег срещу бурските артилерийски позиции. Резултатът е катастрофален, със 140 убити и над хиляда пленени. Обсадата на Лейдисмит продължава няколко месеца.
Междувременно на северозапад при Мафекинг, на границата с Трансваал, полковник Робърт Баден-Пауъл е формирал два полка от местни сили, наброяващи 1200 мъже, за да напада и отвлича вниманието, ако нещата на юг се объркат. Мафекинг, като железопътен възел, осигурява добри съоръжения за припаси и е очевидното място, където Баден-Пауъл да се укрепи в готовност за такива атаки. Баден-Пауъл и Мафекинг са принудени да се отбраняват, когато 6000 бури под командването на Пиет Кронье, предприемат решително нападение срещу града. То обаче бързо пропада и бурите обсаждат крепостта на 13 октомври. Обсадата продължава 217 дни.
На 360 км на юг от Мафекинг лежи диамантения миньорски град Кимбърли, който също е подложен на обсада. Въпреки че няма военно значение, той представлява анклав на Британската империя на границите на Оранжевата свободна държава и като такъв е важна цел за бурите. В началото на ноември около 7500 бури обсаждат града. Въпреки обстрелването от страна на бурите, 40 000-те жители, от които 5000 са въоръжени, са под малка опасност, тъй като градът е добре снабден с провизии. Гарнизонът се командва от подполк. Робърт Кекеуич, макар Сесил Роудс също да е видна фигура в отбраната.
След няколко седмици животът на обсадените се затруднява поради недостиг на храна. В Мафекинг Сол Плаатье пише: „За първи път видях конско месо, третирано като храна за хора“. Градовете под обсада също са подложени на непрестанно артилерийско бомбардиране, което прави улиците опасно място. Към края на обсадата на Кимбърли се очаква, че бурите ще засилят обстрела и за това Роудс издава обявление, насърчаващо хората да отида в шахтите на мината на Кимбърли за защита. Хората от града се паникьосват и навлизат в минните шахти за периоди от 12 часа. Въпреки че бомбардирането не се реализира, това не намалява смута на гражданите. Най-заможните граждани, като Сесил Роудс, намират убежище в Санаториума, мястото на днешния музей Макгрегор. По-бедните граждани и най-вече негрите, нямат подслон от обстрела.
В ретроспект бурското решение за обсаждане (Sitzkrieg) се оказва грешка и една от най-добрите илюстрация за липсата на стратегическо виждане от бурите. Исторически то има малко в своя полза. От седемте обсади през Първата бурска война, бурите не спечелват нито една. Това дава инициативата обратно на британците и им позволява време да се възстановят, което те правят. Общо взето през кампанията бурите са твърде предпазливи и пасивни и пропускат възможностите си за победа. Тази пасивност обаче също е свидетелство за факта, че те нямат желание да завладеят британска територия, а само да запазят способността си да управляват собствената си територия.

### Първи британски опити за вдигане на обсадите
В този момент генерал Редвърс Хенри Булър, много уважаван командир, пристига в Южна Африка с големи британски подкрепления (включително армейски корпус от три дивизии). Булър първоначално възнамерява офанзива право към железопътната линия, водеща от Кейп Таун през Блумфонтейн към Претория. Откривайки при пристигането си, че британските войски в Южна Африка са под обсада, той разделя армейския си корпус на няколко раздалечени отряда, за да помогне на обсадените гарнизони. Една дивизия, водена от генерал-лейтенант Пол Метуен, трябва да последва Западната железница на север и да облекчи Кимбърли и Мафекинг. По-малка сила от около 3000 войници, водена от генерал-майор Уилям Гатакър трябва да поеме на север към железопътния възел при Стормберг, за да подсигури окръг Кейп Мидландс от бурските набези и местни бунтове от бурски граждани. Накрая самият Булър ще води голямата част от армейския си корпус, за да вдигне обсадата на Лейдисмит на изток.
Първоначалните резултати на тази офанзива са смесени, като Метуен печели няколко кървави схватки при Белмонт на 23 ноември, при Граспан на 25 ноември и при по-голям конфликт, Модър Ривър на 28 ноември, което води до британски загуби от 71 убити и над 400 ранени. Британските командири, са се обучили от уроците на Кримската война и да се експерти и са умели в батальонни и полкови маньоври с колони в джунгли, пустини и планински региони. Това което напълно се провалят да разбера обаче е както въздействието на унищожителен огън от окопни позиции и така и на мобилността на кавалерийски набези, и двете от които са развити в Американската гражданска война. Британските войски отиват на война с остаряла тактика, а в някои случаи и с остарели оръдия, срещу мобилни бурски сили с унищожителен огън от модерните си Маузери, последните полеви оръдия Круп и тяхната новаторска тактика.
Средата на декември е катастрофална за Британската армия. За период, известен като Черната седмица (10 – 15 декември 1899), британците търпят редица поражения и на трите главни фронта.
На 10 декември ген. Гатакър се опитва да превземе железопътния възел Стормберг на около 80 км южно от Оранжевата река. Нападението на Гатакър е белязано от административни и тактически груби грешки и битката при Стормберг завършва с британско поражение, със 135 убити и ранени и над 600 пленници и две оръдия.
В битката при Магерсфонтейн на 11 декември, 14 000-те британски войници на Метуен се опитват да превземат бурска позиция в атака призори в помощ на Кимбърли. То също се превръща в катастрофа, след като шотландската Планинска бригада попада под точен бурски огън. След като страдат от интензивна горещина и жажда за девет часа, те в крайна сметка се обръщат е лошо-дисциплинирано отстъпление. Бурските командири, Коос де ла Рей и Пиет Кронье са заповядали да бъдат изкопани окопи на нетрадиционно място, за да заблудят британците и да дадат на стрелците си по-голям огневи обсег. Планът проработва и тази тактика спомага за написване на доктрината за върховенството на отбранителната позиция, използвайки малки оръжия и окопни укрепления. Британците губят 120 убити и 690 ранени и не успяват да помогнат на Кимбърли и Мафекинг.
Надирът на Черната седмица обаче е битката при Коленсо на 15 декември, при която 21 000 британски войници, командвани от самия Булър, се опитват да прекосят р. Тугела, за да вдигнат обсадата на Лейсдисмит, където 8000 трансваалски бури под командването на Луис Бота, ги очакват. Чрез комбинация от артилерия и точен пушъчен огън и добро използване на терена, бурите отблъскват британските опити за прекосяване на реката. След като първите му атаки се провалят, Булър прекратява битката и заповядва отстъпление, изоставяйки мнозина ранени, няколко изолирани части и десет полеви оръдия, които са пленени от мъжете на Бота. Силите на Булър губят 145 убити и 1200 изчезнали или ранени. Бурите търпят 8 убити и 32 ранени.

## Втора фаза: Британската офанзива от януари до септември 1900 г.
Британското правителство приема тези поражения лошо и с продължаването на обсадите е принудено да изпрати още две дивизии плюс голям брой колониални доброволци. До януари 1900 това става най-голямата армия, изпратено отвъд морето от британците, наброявайки 180 000 войници като се търсят още подкрепления.
Докато чака подкрепленията Булър прави още един опит да вдигне обсадата на Лейдисмит като прекоси р. Тугела на запад от Коленсо. Подчиненият на Булър ген. Чарлс Уорън успешно прекосява реката, но след това се изправя срещу свежа отбранителна позиция, центрирана на виден хълм, известен като Спион Коп. В последвалата битка при Сион Коп, британски войници завземат върха чрез изненада в ранните часове на 24 януари 1900 г., но щом ранната утринна мъгла се вдига, те осъзнават твърде късно, че се намират под надвиснали бурски оръдейни гнезда на околните хълмове. Останалата част от деня води до катастрофа, причинена от лошата комуникация между Булър и неговите командири. Помежду си те издават противоречиви заповеди, от една страна заповядвайки войниците да слязат от хълма, а други офицери заповядват свежи подкрепления да го отбранят. Резултатът е 350 убити и почти 1000 ранени и отстъпление обратно през р. Тугела на британска територия. Бурите понасят почти 300 убити и ранени.
Булър напада Луис Бота отново на 5 февруари при Ваал Кранц и отново е победен. Булър отстъпва рано, след като изглежда, че британците ще бъдат изолирани в изложен плацдарм през р. Тугела и му е даден прякора „Sir Reverse“ (Сър Обратно) от някои от офицерите му.
Поемайки командването лично в Натал, Булър позволява цялостната посока на войната да забуксува. Заради тревоги за неговото представяне и негативни доклади от полето, той е заменен като главнокомандващ от фелдмаршал Фредерик Робъртс. Робъртс бързо събира напълно нов щабен екип и събира военни от близо и далеч: Хърбърт Кичънър (началник-щаб) от Судан; Фредрик Бърнхам (началник на съгледвачите), американският съгледвач от Клондайк; Дейвид Хендерсън от щабния колеж; Невил Баулс Чембърлейн от Афганистан и Уилям Никълсън (военен секретар) от Калкута. Подобно на Булър, Робъртс първоначално възнамерява да нападне директно по железопътната линия Кейп Таун – Претория, но отново подобно на Булър е принуден да помогне на обсадените гарнизони. Оставяйки Булър като командир в Натал, Робъртс съсредоточава основната си сила близо до Оранжевата река и по Западната железница за силите на Метуен при р. Модер и се подготвя да направи широка обхождаща по фланга маневра, за да вдигне обсадата на Кимбърли.
С изключение на Натал, войната е в застой. Освен един опит да щурмуват Лейдисмит, бурите не правят опит да превземат обсадените градове. В Кейп Мидландс бурите не експлоатират британското поражение при Стормберг и не успяват да превземат железопътния възел при Коулсберг. В сухото лято пашата на равнините изсъхва, което отслабва конете и воловете на бурите и много бурски семейства се присъединяват към мъжете с обсадните линии и лагери, което фатално затруднява армията на Кронье.
Робъртс отправя основната си атака на 10 февруари 1900 и въпреки че е затруднен от дългата снабдителна линия, успява да обходи по фланга бурите, отбраняващи Магерсфонтейн. На 14 февруари кавалерийска дивизия по командването на Джон Френч предприема голямо нападение за вдигане на обсадата на Кимбърли. Въпреки че срещат усилен огън, масирана кавалерийска атака разделя бурската линия на 15 февруари, което отваря пътя на Френч да влезе в Кимбърли привечер, с което слага край на 124-дневната му обсада.
Междувременно Робъртс преследва 7000-та армия на Пиет Кронье, която е изоставила Магерсфонтейн и се е отправила към Блумфонтейн. На армията на ген. Френч е заповядано да помогне в преследването като се отправи на 45 километров пробег към Паардеберг, където Кронье се опитва да пресече р. Модер. В битката про Паардеберг от 18 до 27 февруари Робъртс обгражда отстъпващата бурска армия на Кронье. На 17 февруари пинцерна маневра на кавалерията на Френч и на основната британска армия се опитва да превземе окопаната позиция, но фронталните атаки са некоординирани и лесно са отблъснати от бурите. Накрая Робъртс прибягва към бомбардиране на Кронье, но то отнема десет ценни дни, през които британците използват замърсената река Модер като воден източник, което води до епидемия от тиф, която убива много войници. Генерал Кронье е принуден да се предаде при Сърендър Хил (Хълма на предаването) с 4000 мъже.
В Натал, битката при Тугела Хайтс, която започва на 14 февруари е четвъртият опит на Булър за вдигане на обсадата на Лейдисмит. Въпреки подкрепленията, неговият напредък е болезнено бавен срещу твърда съпротива. На 26 февруари, след множество обсъждания, Булър използва всичките си сили в една тотална атака за първи път и най-сетне успява да предизвика прекосяване на Тугела и побеждава превъзхожданите по брой сили на Бота северно от Коленсо. След обсада, продължила 118 дни е постигнато вдигане на обсадата в деня след предаването на Кронье, но на цената на 7000 британски убити и ранени.
След поредица поражения бурите осъзнават, че срещу такава огромно преимущество във войници, те имат малък шанс до победят британците и се деморализират. Робъртс след това напредва в Оранжевата свободна държава от запад, обръщайки бурите в бяг в битката при Поплар гроув и превзема столицата Блумфонтейн без да срещне съпротива на 13 март, като бурите бягат и се разпръскват. Междувременно той изпраща малка войска да вдигне обсадата на Баден-Пауъл и вдигането на обсадата на Мафекинг на 18 май 1900 г. предизвиква бурни празненства във Великобритания.
На 28 май Оранжевата свободна държава е анексирана е преименувана на Колония Оранжева река.
След като е принуден да отлага няколко седмици в Блумфонтейн поради недостиг на припаси и ентерична треска (причинена от лоша хигиена, пиене на замърсена вода и лошо медицинско обслужване), Робъртс възобновява напредването си. Той е принуден отново да спре в Кроонщад за 10 дни, поради поредното пропадане на неговите системи за медицински грижи и доставяне на припаси, но накрая превзема Йоханесбург на 31 май и столицата на Трансваал, Претория, на 5 юни. Пръв в Претория е лейтенант Уилям Уотсън от конницата на Ню Саут Уелс и той убеждава бурите да предадат столицата. (Преди войната бурите изградили няколко форта южно от Претория, но артилерията е взета от фортовете за полева употреба и бурите изоставят Претория без бой).
Това позволява на Робъртс да обяви войната за приключила след като е превзел главните градове и така на 3 септември 1900 г. Южноафриканската република е формално анексирана.
Британските наблюдатели вярват, че войната е приключила с превземането на двете столици. Бурите обаче преди това са се срещнали във временната нова столица на Оранжевата свободна държава в Кроонщад и планират партизанска кампания за нанасяне на удари по британските снабдителни и комуникационни линии. Първото сражение от тази нова форма на война е при Санас Пост на 31 март, където 1500 бури под командването на Кристиаан Де Вет напада водопроводните съоръжения на Блумфонтейн на около 35 км източно от града и нападат от засада конвой със силен ескорт, което нанася на британците 155 убити и ранени и пленяването на 7 оръдия, 117 фургона и 428 британски войници.
След падането на Претория, една от последните официални битки в при Дайъмънд Хил на 11 – 12 юни, където Робъртс се опитва да отблъсне остатъците от бурската полева армия извън обсег за удар по Претория. Въпреки че Робъртс прогонва бурите от хълма, бурския командир, Луис Бота, не гледа на нея като на поражение, понеже нанася на британците повече жертви (общо 162 мъже), отколкото понася (50 убити и ранени).
Позиционният период войната сега в значителна степен отстъпва на подвижна партизанска война, но остава една последна операция. Президентът Крюгер и остатъка от трансваалското правителство отстъпват в източен Трансваал. Робъртс, заедно с войници от Натал под командването на Булър, напредват срещу тях и пречупват последната им отбранителна позиция при Бергендал на 26 август. Докато Робъртс и Булър следват железопътната линия до Коматипоорт, Крюгер търси убежище е Португалска Източна Африка (днешен Мозамбик). Някои обезсърчени бури правят същото и британците събират много военни материали. Ядрото на бурските бойци под командването на Бота лесно си пробиват път през планините Дракенсберг в трансваалските високи полета. При новите условия на войната, тежкото оборудване не им е от полза и следователно не е голяма загуба.
Докато армията на Робъртс окупира Претория, бурските бойци в Оранжевата свободна държава са били отблъснати в плодородна област, известна като Брандуотър Бейсин в североизтока на републиката. Тя предлага само временно убежище, тъй като планинските проходи, водещи до нея може да бъдат окупирани от британците, вкарвайки бурите в капан. Части под командването на генерал Арчибалд Хънтър се отправят от Блумфонтейн, за да направят това през юли 1900. Твърдото ядро на бурите от Свободната държава под командването на Кристиан Де Вет, придружени от президента Стейн, напускат областта рано. Повечето от останалите изпадат в объркване и не успяват да избегнат капана на Хънтър. 4500 бури се предават и много оборудване е пленено, но както при действието на Робъртс срещу Крюгер по същото време, тези загуби имат относително малко последици, тъй като твърдото ядро на бурските армии и техните най-решителни и активни лидери все още са на свобода.
От Бейсин Кристиан Де Вет се насочва на запад. Въпреки че е преследван от британски колони, той успява да прекоси Ваал в западен Трансваал, за да позволи на Стейн да пътува, за да се срещне с трансваалските лидери.
Като военен кореспондент на вестник The Morning Post е изпратен в Южна Африка бъдещият министър-председател на Великобритания по време на Втората световна война Уинстън Чърчил. Той е пленен и държан като военнопленник в лагер в Претория, от който избягва и се присъединява отново към Британската армия. Той получава назначение във Втора южноафриканска лека кавалерия (все още работейнки като кореспондент) и става свидетел на превземането на Лейдисмит и Претория.
В континентална Европа има много симпатия към бурите и през октомври президентът Крюгер и членове на трансваалското правителство напускат Португалска Източна Африка на холандския военен кораб De Gelderland, изпратен от кралицата на Холандия Вилхелмина, която просто игнорира британската морска блокада на Южна Африка. Съпругата на Паул Крюгер обаче е твърде болна да пътува и остава в Южна Африка, където умира на 20 юли 1901 г. без да види отново съпруга си. Президентът Крюгер първо отива в Марсилия, след това в Холандия, където остава известно време преди да се премести окончателно в Кларан, Швейцария, където умира в изгнание на 14 юли 1904 г.

### Изпращане на военнопленници отвъд океана
Първите лагери извън Африка са отворени в Св. Елена, които в крайна сметка получават около 5000 военнопленници. Около 5000 се изпратен в Цейлон. Други военнопленници са изпратени в Бермуда и Индия. Общо около 26 000 военнопленници са изпратени отвъд океана.
В хода на посочените масови превози са отчетени случаи на бягства на военнопленници. През 1901 г. край Коломбо (о. Цейлон, Индийски океан) руският кораб „Херсон“ при активното участие на неговия старши-помощник капитан Владимир Кисимов спасява петима бурски бегълци от британски плен. Мичман първи разред от запаса Владимир Кисимов е първият български морски офицер, който напуска военната служба в Княжество България и  към началото на миналия век плава в руския Доброволен флот. По дипломатически причини, именно на него е възложено да общува и съответно да укрива бившите военнопленници до доставянето им в Крим.

## Трета фаза: Партизанска война (септември 1900 – май 1902)
През септември 1900 г. британците имат номинален контрол над двете републики, с изключение на северната част на Трансваал. Те обаче скоро откриват, че контролират само територията, която колоните им окупират физически. Въпреки загубата на двете им столици и половината им армия, бурските командири възприемат тактика на партизанска война, провеждайки предимно набези срещу инфраструктура, и продоволствени цели с цел разстройване на операционния капацитет на Британската армия.
Всяка бурска командосна част е изпратена в окръга, от който са набрани нейните членове, което означава, че те могат да разчитат на местна подкрепа и лично познание за терена и градовете в окръга, което им позволява да живеят от земята. Техните заповеди са просто да действат срещу британците, винаги когато това е възможно. Тяхната тактика е да удрят бързо и твърдо, причинявайки колкото може повече вреди на врага и след това да се оттеглят и да изчезнат преди да могат да пристигнат подкрепления на врага. Огромните разстояния на републиките позволява на бурските командоси значителна свобода на движение и правят почти невъзможно за 250 000-те британски войници да контролират ефективно територията, използвайки само колони. Щом британска колона напуска град или окръг, британския контрол над района изчезва.
Бурските командоси са особено ефективни по време на първоначалната партизанска фаза на войната, тъй като Робъртс е предположил, че войната ще приключи с превземането на бурските столици и разпръскването на основните бурски армии. Много британски войски следователно са предислоцирани извън района и са заместени от нискокачествени контингенти от имперски йомени и местно набран нередовни корпуси.
От края на май 1900 г. първите успехи на бурската стратегия при Линдли (където 500 йомени се предават) и при Хейлброн (където е пленен голям конвой и неговия ескорт) и други схватки, които водят до 1500 британски убити и ранени за по-малко от десет дни. През декември 1900 г. Де ла Рей и Кристиаан Бейерс смачкват британска бригада в Ноойтгедахт. В резултат на тези и други бурски успехи, британците, водени от лорд Кичънър предприемат три обширни търсения на Де Вет, но безуспешно. Самата природа на бурската партизанска война обаче е спорадично, зле планирана и с малко цялостна цел освен да се тормозят британците. Това води до дезорганизиран начин на разпръснати сражения из цялата област.

### Британски отговор
Британците са принудени бързо да ревизират тактиката си. Те се съсредоточават върху ограничаването на свободата на движение на бурските командоси и лишаването им от местна подкрепа. Железопътните линии са осигурили жизненоважни комуникационни и логистични линии и с напредването на британците през Южна Африка, те използват бронирани влакове и установяват укрепени блокови къщи в ключови точки. Те построяват допълнителни блокови къщи (всяка подслонявайки 6 – 8 войници) и ги укрепват за защита на логистичните маршрути срещу бурски набези. В крайна сметка над 8000 такива блокови къщи са построени в двете южноафрикански републики, разпръснати от по-големите градове. Всяка блокова къща струва между £800 и £1,000 и отнема около три месеца за построяването си. Те обаче се оказват много ефективни. Нито един мост, където тези блокови къщи са разположени и заети, не е взривен.
Системата блокови къщи изисква огромен брой войници за поддръжката си. Над 50 000 британски войници или 50 батальона, участват в служба по блоковите къщи, по-голям брой от приблизително 30 000-те бури в полето по време на партизанската фаза. В допълнение се използват до 16 000 африканци като въоръжени пазачи и за патрулиране на линиите нощем. Армията свързва блоковите къщи с огради от бодлива тел, за разделяне на широкото поле на по-малки райони.
Британците също прилагат политика на „изгорена земя“, според която те нападат всичко в контролираните области, което може да окаже поддръжка на бурските партизани с цел да се затрудни оцеляването на бурите. С помитането на селските области от британските войници, те систематично унищожават посевите, изгарят домове и ферми, отравят кладенци и интернират бурски и африкански жени, деца и работници в концентрационни лагери. Британците също установяват свои конни колони за набези в подкрепа на помитащите колони. Те се използват за бързо проследяване и безмилостно тормозене на бурите с оглед да ги забавят и да отрежат бягството им, докато помитащите колони ги настигнат. Много от 90-те подвижни колони, формирани от британците за участие в такива набези са смесица от британски и колониални войници, но те също имат голямо множество въоръжени африканци. Общия брой на въоръжените африканци, служещи в тези колони достига приблизително 20 000.
Британците използват бронирани влакове през цялата война за докарване на сили за бързо реагиране много по-бързо до инциденти (като бурски нападения срещу блокови къщи и колони) или да ги стоварят пред отстъпващи бурски колони.

### Оранжевата свободна държава
След като се допитва до трансваалските лидери, Де Вет се връща в Оранжевата свободна държава, където вдъхновява серия успешни атаки и набези от дотук спокойната западна част на страната, макар че понася рядко поражение при Ботавил през ноември 1900 г. Много бури, които преди това са се върнали в своите ферми, понякога дали официална дума на британците, отново вземат оръжие. В късния януари 1901 г. Де Вет повежда подновено нападение срещу Капската колония. То е по-малко успешно, защото няма общо въстание на капските бури и мъжете на Де Вет са затруднени от лошо време и са безмилостно преследвани от британски сили. Те за малко успяват да избягат през Оранжевата река.
След това до последните дни на войната, Де Вет остава сравнително тих, отчасти поради това, че Оранжевата свободна държава е на практика опустошена от британските помитания. В късната 1901 г. Де Вет прегазва изолирано британско подразделение при Грьонкоп, нанасяйки големи жертви. Това кара Кичънър да предприеме първото преследване от „Нов модел“ срещу него. Де Вет избягва първото такова преследване, но губи 300 от бойците си. Това е тежка загуба, но последвалите опити да се залови Де Вет са зле направени и силите на Де Вет избягват пленяването.

### Западен Трансваал
Бурските командоси в Западен Трансваал са много активни след септември 1901 г. Няколко важни битки се водят между септември 1901 г. и март 1902 г. При Моедвил на 30 септември 1901 и отново при Дриефонеин на 24 октомври силите на ген. Коос Де Ла Рей нападат британците, но са принудени да се оттеглят след като британците оказват силен отпор.
След това на западен Транзваал се спуска време на относително спокойствие. През февруари 1902 е следващата значителна битка в областта. На 25 февруари Коос Де Ла Рей нападат британска колона под командването на подполковник Станли Брентън Вон Доноп при Истерспруит близо до Волмаранстад. Де Ла Рей успява да плени много мъже и голямо количество муниции. Бурските атаки карат лорд Метуен, британският заместник-главнокомандващ след лорд Кичънър, да придвижи колоната си от Врибург до Клерксдорп, за да се разправи с Де Ла Рей. На сутринта на 7 март 1902 г. бурите нападат ариергарда на Метуен Туебош. В британските редици настава объркване и Метуен е ранен и пленен от бурите.
Бурските победи на запад водят до по-силни действия от британците. През втората половина на март 1902 големи британски подкрепления са изпратени в Западен Трансваал под командването на Йън Хамилтън. Възможността, която британците очакват възниква на 11 април 1902 Рооивал, където командоси, водени от ген. Ян Кемп нападат по-голяма сила под командването на Кекеуич. Британските войници са добре разположени и нанасят тежки загуби на бурите, които атакуват на коне от голяма дистанция и ги отблъскват. Това е краят на войната в западен Трансваал и също последната голяма битка на войната.

### Източен Трансваал
В тази област се бият два бурски отряда, един под командването на Бота на югоизток и втори под командването на Бен Вильонен на североизток около Лиденбург. Силите на Бота са особено активни, нападайки железници и британски конвои с припаси и дори предприемайки ново нашествие в Натал през септември 1901 г. След като побеждават британската конна пехота в битката при Блъд Ривър Поорт близо до Дънди, Бота е принуден да се оттегли от поройни дъждове, които затрудняват движението и обезсилват конете му. Обратно на трансваалска територия около родния си окръг Врихейд Бота напада британска колона за набези при Бакенлаагте, използвайки ефективна конна атака. Една от най-активните британски части е на практика унищожена в това сражение. Това прави силите на Бота целта на все по-големите и безмилостни походи на британски сили, в които те използват особено местни скаути и информатори. В крайна сметка Бота трябва да изостави полето и да се оттегли в малък анклав на границата със Свазиленд.
На север Бен Вильоен става все по-малко активен. Неговите сили предприемат сравнително малко атаки и в резултат на това бурския анклав около Лиденбург е оставен до голяма степен на спокойствие. Вильоен накрая е пленен.

### Капска колония
В части на Капската колония, особено в окръг Кейп Мидланс, където бурите формират мнозинство от белите жители, британците през цялото време се страхуват от общо въстание срещу тях. Такова въстание обаче не се състои дори в ранните етапи на войната, когато бурските армии напредват през Оранжевата река. Предпазливото поведение на някои от възрастните генерали от Оранжевата свободна държава е един фактор, поради който капските бури не вземат страната на бурските републики. Въпреки това про-бурската симпатия е широко разпространена.
След като избягва през Оранжевата река през март 1901 г. Де Вет оставя сили под командването на капските бунтовници Критцингер и Шееперс да поддържат партизанска кампания в Кейп Мидландс. Кампанията тук е най-малко рицарска от цялата война, като и двете страни заплашват цивилните симпатизанти на другата страна. В една от многото схватки малката командосна част на комендант Лотер е уловена от много по-голяма британска колона и е избита при Гроенклооф. Няколко пленени бунтовници, включително Лотер и Шееперс, който е пленен, когато се разболява от апендисит, са екзекутирани от британците за измяна или за престъпления като убийство на пленници или на невъоръжени цивилни. Някои от екзекуциите стават на публично място, за да се сплашат бурските симпатизанти. Тъй като Капската колония е Имперска територия, нейните власти забраняват на Британската армия да гори ферми или да интернира бурите в концентрационни лагери.
Свежи бурски сили под командването на Ян Смьотс се присъединяват към оцелелите бунтовници на Критцингер и предприемат друга атака срещу капската колония през септември 1901 г. Те издържат сурови трудности и са притиснати от британски колони, но накрая се спасяват като прекарват някои от преследвачите си в битката при река Еландс и пленявайки тяхното снаряжение. Оттогава до края на войната Смутс увеличава силите си сред капските бунтовници докато те наброяват 3000. Общо въстание обаче не се състои и ситуацията в Капската колония остава патова.
Повече от половината британски жертви през войната са причинени от болести като тиф.

## Концентрационни лагери (1900 – 1902)
Терминът „концентрационен лагер“ се използва за описване на лагерите, оперирани от британците в Южна Африка през този конфликт и терминът става по-известен през този период.

Лагерите първоначално са създадени от Британската армия като лагери за бежанци за осигуряване на убежище на цивилни семейства, които са били принудени да изоставят домовете си поради някаква причина, свързана с войната. Когато Кичънър наследява Робъртс като главнокомандващ в Южна Африка на 29 ноември 1900 г. обаче, Британската армия въвежда нова тактика в опит да се пречупи партизанската кампания и потокът цивилни расте драматично като резултат. Кичънър инициира планове да прогони партизаните в серия систематични походи, организирани като спортна стрелба, като успехът се дефинира в седмична „торба“ убити, пленени и ранени и да се измете страната от всичко, което дава подхранване на партизаните, включително жени и деца.... Това е разчистване на цивилни—изкореняване на цяла нация—което става доминиращо през последната фаза на войната.
С унищожаването на бурските ферми от британците под тяхната политика на „изгорена земя“—включително систематичното унищожаване на посеви и селскостопански животни, изгаряне на домове и ферми и отравяни на кладенци и осоляване на полета много десетки хиляди жени и деца са насилствено преместени в концентрационните лагери. Това не е първата поява на лагери за интерниране. Испанците използват интерниране в Десетгодишната война, която води до Испано-американската война и САЩ са ги използвали срещу партизанските сили по време на Филипино-американската война. Но концентрационните лагери от бурската война са първият път, в който цяла нация е систематично преследвана и първият път, в който цели региони са обезлюдени.
В крайна сметка са построени 45 палаткови лагера за бури и 64 за чернокожи африканци. От 28 000 бурски военнопленници 25 630 са изпратени отвъд океана. Огромното мнозинство бури останали в местни лагери са жени и деца. Над 26 000 жени и деца загиват в тези концентрационни лагери.
Лагерите са лошо администрирани от началото и стават все по-пренаселени щом войските на Кичънър прилагат стратегия за интерниране в огромен мащаб. Условията са ужасни за здравето на интернираните, главно поради небрежност, лоша хигиена и лоша канализация. Доставянето на всякакви артикули е ненадеждно, отчасти поради постоянното прекъсване на комуникационните линии от бурите. Хранителните дажби са оскъдни и има дву-степенна политика за дажби, като на семействата на мъже, които все още се бият рутинно се дават по-малки дажби, отколкото на останалите. Неадекватният подслон, лоша храна, неадекватна хигиена и пренаселеност води до недохранване и ендемични заразни болести като дребна шарка, тиф и дизентерия, на които децата са особено податливи. Заедно с недостиг на съвременно медицинско обслужване, това води до смъртта на много интернирани.

### Обществено мнение и политическа съпротива
Въпреки че общите избори във Великобритания през 1900 г. (известни също като „изборите каки") водят до победа за Консервативната партия на гърба на скорошни британски победи срещу бурите, обществената подкрепа бързо се снижава, след като става явно че войната няма да е лесна и по-нататъшно неодобрение се развива след репортажи за третирането на бурски цивилни от Британската армия. Обществена и политическа съпротива за правителствената политика в Южна Африка относно бурските цивилни е изразена за пръв път в парламента през февруари 1901 г. под формата на атака на политиката на правителството и армията от радикалния либерален член на парламента Дейвид Лойд Джордж.
Емили Хобхаус, делегат на Южноафриканския фонд за жени и деца в нужда, посещава някои от лагерите в Оранжевата свободна държава през януари 1901 г. и през май същата година се връща в Англия на борда на кораба Saxon. Алфред Милнър, върховен комисар в Южна Африка също е на борда за ваканция в Англия, но не намира време за г-ца Хобхаус, гледайки на нея като на бурска симпатизантка и „нарушителка на реда“. При завръщането си Хобхаус прави много за огласяването на страданието на лагерниците. Тя успява да говори с лидера на Либералната партия, Хенри Кемпбъл-Банерман, който заявява, че е съответно разгневен, но не е склонен да поеме въпроса, тъй като неговата партия е разделена между империалистка и про-бурска фракции.
По-радикалните либерали обаче, като Дейвид Лойд Джордж и Джон Елис, са готови да повдигнат въпроса в парламента и да тормозят правителството по него, което те и правят. Джон Бродрик, консервативния държавен секретар за войната първо защитава политиката на правителството като твърди, че лагерите са чисто „доброволни“ и че интернираните бури са „доволни и обезпечени“, но няма твърда статистика и когато аргументът му, че лагерите „доброволни“ се оказва незащитим, той прибягва до аргумента за „военната необходимост“ и заявява, че всичко възможно се прави за осигуряване на задоволителни условия в лагерите.
Хобхаус публикува доклад през юни 1901 г., който противоречи на твърдението на Бродрик, и Лойд Джордж открито обвинява правителството в „политика на изтребване“, насочена срещу бурското население. През юни 1901 г., лидерът на опозицията Кемпбъл-Банерман възприема атаката и отговаря реторичния въпрос „Кога една война не е война?“ със своя собствен реторичен въпрос „Когато се провежда с варварски методи в Южна Африка“, отнасяйки се до същите лагери и политиката, която ги е създала. Докладът на Хобхаус причинява вълнение в страната и в международната общност. Но за високо реакционерския бурски президент Паул Крюгер има малко симпатия.

### Комисията Фосет
Въпреки че правителството убедително печели парламентарния дебат с преднина от 252 на 149, то е „ужилено“ от критиката и е загрижено за ескалиращия публичен протест. В резултат поръчва на Кичънър подробен доклад. В отговор са изпратени пълни статистически данни от лагерите през юли 1901 г. До август 1901 г. е ясно на правителството и на опозицията, че най-лошите страхове на г-ца Хобхаус се потвърждават – 93,940 бури и 24,457 чернокожи африканци са в „лагерите за убежище“ и кризата се превръща в катастрофа, като степента на смъртност е много висока, особено сред децата.
Правителството отговаря на растящия шум като назначава комисия. Комисията Фосет, както тя става известна е, уникално за своето време, съставена само от жени и оглавена от Милисънт Фосет, която въпреки че е лидер на движението за даване на избирателно право на жените е либерален унионист и следователно поддръжник на правителството и се счита от него за надеждна ръководителка. Между август и декември 1901 г., Комисията Фосет провежда своя собствена обиколка на лагерите в Южна Африка. Макар че е вероятно британското правителство да е очаквало от комисията да представи доклад, който да може да се използва за отклоняване на критика, в крайна сметка то потвърждава всичко, което Емили Хобхаус е казала. Препоръките на комисията са дори още по-проницателни. Комисията настоява за увеличаване на дажбите и незабавно изпращане на медицински сестри и включва дълъг списък от други практически мерки, предназначени да подобрят условията в лагера. Милисънт Фосет е пряма в изразяване на своето мнение, че голяма част от катастрофата е поради провал да се съблюдават елементарни правила на хигиена.
През ноември 1901 г., колониалният министър Джоузеф Чембърлейн нарежда на Алфред Милнър да осигури да „се вземат всички възможни мерки за намаляване на смъртността“. Гражданските власти вземат от Кичънър и британското командване управлението на лагерите и до февруари 1902 годишната степен на смъртност за бели лагерници пада до 6.9 процента и накрая до 2 процента, което е по-ниска степен, отколкото в много британски градове. Дотогава обаче вредите да направени. Следвоенен доклад заключава, че 27 927 бури (от които 24 074 [50 процента от бурското детско население] са деца под 16 г.) са умели от глад, болести и студ в концентрационните лагери. Общо около 25 процента от бурските лагерници, повечето деца, умират.
Сър Артър Конан Дойл служи като лекар доброволец в полевата болница Лангман в Блумфонтейн между март и юни 1900 г. В неговия широко разпространен и преведен памфлет „Войната в Южна Африка: Нейната причина и провеждане“ то оправдава и причините за войната и нейното провеждане. Той също посочва, че над 14 000 британски войници умират от болести по време на конфликта (8000 са убити в действие) и в пика на епидемията той вижда 50 – 60 британски войници да умират всеки ден в своята зле-оборудвана и пренаселена болница.
В Европа като цяло общественото мнение се отнася със съчувствие към каузата на двете републики. В частност в Княжество България пресата се присъединява към общоевропейската солидарност с бурите в протичащия конфликт.

## Краят на войната
Към края на войната британската тактика на окупация, ограничения и репресии започва да дава резултати срещу партизаните. Източниците и координацията на разузнаването стават все по-ефективни с редовни доклади на наблюдателите в блоковите къщи, от части, патрулиращи оградите и провеждащи „помитащи“ операции и от чернокожи африканци в селско райони, които все повече доставят информация, като политиката на „изгорена земя“ получава резултати и те се оказват в конкуренция с бурите за източници на храна. Силите на Кичънър най-сетне започва да оказват сериозен ефект върху боевата сила на свободата на маневриране на бурите и прави по-трудно оцеляването на бурите и техните семейства.
И бурите и британците се страхуват от последствията от въоръжаването на чернокожите. Спомените от зулуската война и други племенни конфликти са все още свежи и те осъзнават, че който и да спечели ще трябва да се разправя с последиците на масово въоръжаване на племената. Има следователно неписано споразумение, че тази война ще бъде „война на белите“. От началото британските служители инструктират всички бели магистрати от колония Натал да призоват зулуските ама-кхоси да останат неутрални и президентът Крюгер изпраща емисари да искат да останат извън войната. С протичането на войната обаче на британска страна участват все повече чернокожи. До края на войната много чернокожи са били въоръжени и са участвали като скаути, куриери, наблюдатели в блоковите къщи и помощни.
След войната британското правителство прави големи усилия да смекчи бурското обществено мнение до степента да отказват да признаят военни заслуги на чернокожите чрез издаване на медали за участие в кампанията. То смятало, че бурите вече се чувстват несигурни и разгневени от въоръжаването на чернокожите и даването на медали би работило против стабилността на региона. Бурската несигурност и предпочитането на бурите от британското правителство предизвиква недоволство, което оформя в голяма степен расовата политика на региона.
Британците предлагат мир на няколко пъти, по-значимо през март 1901 г., но те се отхвърлени от Бота. Последните бури се предават през май 1902 г. и войната приключва с договора от Вереенигинг, подписан на 31 май 1902 г. Въпреки че британците побеждават, това има своята цена; на бурите са дадени £3 000 000 за реконструкция и им се обещава евентуално ограничено самоуправление, което те получават през 1906 и 1907 г. Договорът прекратява съществуването на Южноафриканската република и на Оранжевата свободна държава като независими бурски републики и ги поставя в Британската империя. Южноафриканският съюз се установява като член на Общността през 1910 г.
Войната коства 75 000 живота; 22 000 британски и съюзни войници (7792 убити в битка, останалите от болести), между 6000 и 7000 бурски бойци и, главно в концентрационните лагери, между 20 000 и 28 000 бурски цивилни (повечето жени и деца) и около 20 000 чернокожи (на бойното поле и в концентрационните лагери). По време на конфликта са дадени 78 кръста Виктория (VC) – най-високата и най-престижна награда в британските въоръжени сили за храброст в лицето на врага.
Втората англо-бурска война поставя въпроса за маскировъчното облекла, а с това идва края на традиционния британски червен мундир на бойното поле. Във войната се използва за пръв път  бодливата тел и маневрено голямокалибрена гаубична артилерия, стреляща с бездимен барут. За прът път и двете противостоящи си страни на бойното поле използват картечници (изобщо за пръв път картечницата е използвана през 1898 г. в Англо-суданската война). Впоследтвие тази практика е доразвита в Руско-японската (1904-1905), Триполитанската (1911-1912), Балканската (1912-1913) и Първата световна война.

## Последствия и анализ
Втората англо-бурска война е ключово събитие в историята на Южна Африка. Предимно аграрното общество на бившите бурски републики е дълбоко и фундаментално променено от политиката на „изгорена земя“ на Робъртс и Кичънър. Унищожението на бурското население и на в лагерите има продължителен ефект върху демографията и качеството на живот в региона. Много изгнаници и пленници не успяват въобще да се върнат по фермите си. Други се опитват, но са принудени да изоставят фермите като необработваеми поради щетите, нанесени от изгарянето и осоляването на полетата в течение на политиката на изгорена земя. Бедстващи бури влизат в редиците на неквалифицираните бедни в градовете и се конкурират с „уитландерите“ в мините..
Поствоенната реконструкционна администрация се председателства от Алфред Милнър и неговата учила в Оксфорд „Детска градина на Милнър“. Тази малка група държавни служители има дълбок ефект върху региона, довеждайки в крайна сметка до Южноафриканския съюз. „В периода след войната, имперска администрация, освободена от отговорност пред домашен електорат, започва да реконструира икономиката, вече базирана еднозначно на златото. В същото време британски държавни служители, общински служители и техните културни придатъци водят усилена работа в сърцевината на бившите бурски републики, помагайки да се създадат нови идентичности – първо като „британски южноафриканци“ и след това като „бели южноафриканци“. Някои учени с основание идентифицират тези нови идентичности като отчасти в основата на съюза, който следва през 1910 г. Въпреки че са предизвикани от бурски бунт само четири години по-късно, те правят много за оформяне на политиката между двете световни войни и до днешен ден.”
Техниките против въстаници и уроците (ограничаване на движението, удържането на пространство, безмилостното целене на всичко и всеки, които могат да дадат поддръжка на партизаните, безмилостното тормозене чрез помитащи групи, заедно със сили за бързо реагиране, източниците и координацията на разузнаването и подхранването на местни съюзници), научени по време на бурската война се използват от британците (и други сили) в бъдещи партизански кампании, включително срещу малайските комунистически бунтовници по време на Малайското извънредно положение. През Втората световна война британците възприемат някои от концепциите за извършване на набези от бурските командоси, когато, след битката на Франция, те създават свои собствени специални сили за набези и в признание на някогашните си противници избират названиетоБритански командоси.
Бурите наричат войната втората от Войните за свобода. Най-непримиримата част от съпротивлението на бурите иска да продължи борбата. Нейнит членове са известни като с названието „битереиндерс“ (непримирими) и в края на войната мнозина бурски бойци като Денейс Рейц избират изгнание вместо да подпишат клетва за вярност на Великобритания и приемането на британско поданство. През следващото десетилетие мнозина се връщат в Южна Африка, но никога не подписват клетвата. Някои, като Рейц, в крайна сметка се примиряват с новото статукво, но други не могат.

### Южноафрикански съюз
Едно от най-важните събития в десетилетието след края на войната е създаването на Южноафриканския съюз (по-късно Република Южна Африка). Той се оказва ключов съюзник на Великобритания като доминион на Британската империя по време на световните войни. В началото на Първата световна война южноафриканското правителство, водено от Луис Бота и други бивши бурски бойци като Ян Смьотс, обявява подкрепа за Великобритания и се съгласяват да изпратят войски, за да превземат германската колония Германска Югозападна Африка.
Много бури се противопоставят на водене на война за Великобритания, особено срещу Германия, която е симпатизирала на тяхната борба. Голям брой битереиндери и техни съюзници участват във въстание, известно като бунт на Мариц. То бързо е потушено и през 1916, на водещите бурски бунтовници от въстанието им се разминава леко (особено в сравнение със съдбата на водещите ирландски бунтовници от Великденското въстание), с присъди за затвор от шест до седем години и тежки глоби. Две години по-късно те са освободени от затвора като Луис Бота признава стойността на помирението. След това битеиндерите се съсредоточават върху политическа организация в конституционната система и създават Национална партия, която поема властта през 1948 г. и доминира политиката на Южна Африка до 1994 г. като прилага системата апартейд.
| Добив на злато от Витватерранд 1898 до 1910:с. 134 | Добив на злато от Витватерранд 1898 до 1910:с. 134 | Добив на злато от Витватерранд 1898 до 1910:с. 134 | Добив на злато от Витватерранд 1898 до 1910:с. 134 | Добив на злато от Витватерранд 1898 до 1910:с. 134 |
| -------------------------------------------------- | -------------------------------------------------- | -------------------------------------------------- | -------------------------------------------------- | -------------------------------------------------- |
| Година                                             | Брой мини                                          | Добив на злато (тройунции)                         | Стойност (GB£)                                     | Относителна стойност през 2010 (GB£)               |
| 1898                                               | 77                                                 | 4,295,608                                          | £15,141,376                                        | £6,910,000,000                                     |
| 1899 (януари–октомври)                             | 85                                                 | 3,946,545                                          | £14,046,686                                        | £6,300,000,000                                     |
| 1899 (ноември – април 1901)                        | 12                                                 | 574,043                                            | £2,024,278                                         | £908,000,000                                       |
| 1901 (май–дакември)                                | 12                                                 | 238,994                                            | £1,014,687                                         | £441,000,000                                       |
| 1902                                               | 45                                                 | 1,690,100                                          | £7,179,074                                         | £3,090,000,000                                     |
| 1903                                               | 56                                                 | 2,859,482                                          | £12,146,307                                        | £5,220,000,000                                     |
| 1904                                               | 62                                                 | 3,658,241                                          | £15,539,219                                        | £6,640,000,000                                     |
| 1905                                               | 68                                                 | 4,706,433                                          | £19,991,658                                        | £8,490,000,000                                     |
|                                                    |                                                    |                                                    |                                                    |                                                    |

### Коне
Броят коне, убити по време на войната, е безпрецедентен в дотогавашното военно дело. Например в обсадата на Кимбърли кавалерията на Френч губи 500 коне за един ден. Загубата е особено тежка сред британските сили по няколко причини: претоварване на конете с ненужно оборудване и принадлежности за оседлаване, недаване на почивка и аклиматизация на конете след дълго морски пътувания и, по-късно във войната, лошо управление от неопитни ездачи и отдалечен контрол от безучастен личен състав. Средната очаквана продължителност на живота на британски кон от момента на пристигането му в Порт Елизабет е била около шест седмици.
По време на обсадата на Кимбърли и обсадата на Лейдисмит, конете се убиват за храна, след като се изчерпват нормалните източници на месо.
Конният мемориал в Порт Елизабет е посветен на 300 хилядите коне, които загиват в конфликта.